# Wayne Ferreira
Wayne Richard Ferreira (Johannesburg, 15 september 1971) is een voormalige Zuid-Afrikaanse tennisspeler.
Ferreira begon zijn carrière in 1989 en won zijn eerste ATP-toernooi in 1992 op de Queen's Club Championships. Zijn hoogste ranking in het enkelspel was de zesde plaats, die hij op 8 mei 1995 bereikte.
Op de ATP-tour won hij 15 titels in het enkelspel, waaronder twee ATP Masters Series: de Canada Masters in 1996, en de Stuttgart Indoors (tegenwoordig in Madrid) in 2000. Zijn beste Grandslamresultaat was het bereiken van de halve finale op de Australian Open, in 1992 en 2003.
Samen met Amanda Coetzer won Ferreira in 2000 de Hopman Cup, het officieuze wereldkampioenschap voor gemengde landenteams. In 2005 zette hij een punt achter zijn profcarrière.

## Palmares

### Enkelspel
| Nr.              | Datum             | Toernooi             | Ondergrond    | Tegenstander in finale | Score                            | Details |
| ---------------- | ----------------- | -------------------- | ------------- | ---------------------- | -------------------------------- | ------- |
| Gewonnen finales |                   |                      |               |                        |                                  |         |
| 1.               | 14 juni 1992      | ATP Londen           | Gras          | Shuzo Matsuoka         | 6-3, 6-4                         | Details |
| 2.               | 30 augustus 1992  | ATP Schenectady      | Hardcourt     | Jamie Morgan           | 6-2, 6-7(5), 6-2                 | Details |
| 3.               | 9 januari 1994    | ATP Oahu             | Hardcourt     | Richey Reneberg        | 6-4, 6-7(3), 6-1                 | Details |
| 4.               | 21 augustus 1994  | ATP Indianapolis     | Hardcourt     | Olivier Delaître       | 6-2, 6-1                         | Details |
| 5.               | 18 september 1994 | ATP Bordeaux         | Hardcourt     | Jeff Tarango           | 6-0, 7-5                         | Details |
| 6.               | 2 oktober 1994    | ATP Bazel            | Hardcourt (i) | Patrick McEnroe        | 4-6, 6-2, 7-6(7), 6-3            | Details |
| 7.               | 16 oktober 1994   | ATP Tel Aviv         | Hardcourt     | Amos Mansdorf          | 7-6(4), 6-3                      | Details |
| 8.               | 12 februari 1995  | ATP Dubai            | Hardcourt     | Andrea Gaudenzi        | 6-3, 6-3                         | Details |
| 9.               | 7 mei 1995        | ATP München          | Gravel        | Michael Stich          | 7-5, 7-6(6)                      | Details |
| 10.              | 15 oktober 1995   | ATP Ostrava          | Tapijt (i)    | MaliVai Washington     | 3-6, 6-4, 6-3                    | Details |
| 11.              | 22 oktober 1995   | ATP Lyon             | Tapijt (i)    | Pete Sampras           | 7-6(2), 5-7, 6-3                 | Details |
| 12.              | 10 maart 1996     | ATP Scottsdale       | Hardcourt     | Marcelo Ríos           | 2-6, 6-3, 6-3                    | Details |
| 13.              | 25 augustus 1996  | ATP Montreal/Toronto | Hardcourt     | Todd Woodbridge        | 6-2, 6-4                         | Details |
| 14.              | 5 november 2000   | ATP Stuttgart        | Hardcourt (i) | Lleyton Hewitt         | 7-6(6), 3-6, 6-7(5), 7-6(2), 6-2 | Details |
| 15.              | 3 augustus 2003   | ATP Los Angeles      | Hardcourt     | Lleyton Hewitt         | 6-3, 4-6, 7-5                    | Details |
| Verloren finales |                   |                      |               |                        |                                  |         |
| 1.               | 16 februari 1992  | ATP Memphis          | Hardcourt (i) | MaliVai Washington     | 3-6, 2-6                         | Details |
| 2.               | 19 juli 1992      | ATP Stuttgart        | Gravel        | Andrej Medvedev        | 1-6, 4-6, 7-6(5), 6-2, 1-6       | Details |
| 3.               | 7 maart 1993      | ATP Indian Wells     | Hardcourt     | Jim Courier            | 3-6, 3-6, 1-6                    | Details |
| 4.               | 13 juni 1993      | ATP Londen           | Gras          | Michael Stich          | 3-6, 4-6                         | Details |
| 5.               | 27 februari 1994  | ATP Rotterdam        | Tapijt (i)    | Michael Stich          | 6-4, 3-6, 0-6                    | Details |
| 6.               | 19 juni 1994      | ATP Manchester       | Gras          | Patrick Rafter         | 6-7(5), 6-7(4)                   | Details |
| 7.               | 21 juli 1996      | ATP Washington       | Hardcourt     | Michael Chang          | 2-6, 4-6                         | Details |
| 8.               | 18 april 1999     | ATP Tokio            | Hardcourt     | Nicolas Kiefer         | 6-7(5), 5-7                      | Details |

### Dubbelspel
| Nr.                                       | Datum            | Toernooi                    | Ondergrond    | Partner               | Tegenstanders in finale         | Score               | Details |
| ----------------------------------------- | ---------------- | --------------------------- | ------------- | --------------------- | ------------------------------- | ------------------- | ------- |
| Gewonnen finales heren dubbel             |                  |                             |               |                       |                                 |                     |         |
| 1.                                        | 6 januari 1991   | ATP Adelaide                | Hardcourt     | Stefan Kruger         | Paul Haarhuis Mark Koevermans   | 6-4, 4-6, 6-4       | Details |
| 2.                                        | 24 maart 1991    | ATP Miami                   | Hardcourt     | Piet Norval           | Ken Flach Robert Seguso         | 5-7, 7-6, 6-2       | Details |
| 3.                                        | 12 januari 1992  | ATP Auckland                | Hardcourt     | Jim Grabb             | Grant Connell Glenn Michibata   | 6-4, 6-3            | Details |
| 4.                                        | 8 augustus 1993  | ATP Los Angeles             | Hardcourt     | Michael Stich         | Grant Connell Scott Davis       | 7-6, 7-6            | Details |
| 5.                                        | 14 mei 1995      | ATP Los Hamburg             | Gravel        | Jevgeni Kafelnikov    | Byron Black Andrei Olhovsky     | 6-1, 7-6            | Details |
| 6.                                        | 22 februari 1998 | ATP Antwerpen               | Hardcourt     | Jevgeni Kafelnikov    | Tomás Carbonell Francisco Riog  | 7-5, 3-6, 6-2       | Details |
| 7.                                        | 1 augustus 1999  | ATP Los Angeles             | Hardcourt     | Byron Black           | Goran Ivanišević Brian MacPhie  | 6-2, 7-6(4)         | Details |
| 8.                                        | 23 april 2000    | ATP Monte Carlo             | Gravel        | Jevgeni Kafelnikov    | Paul Haarhuis Sandon Stolle     | 6-3, 2-6, 6-1       | Details |
| 9.                                        | 18 maart 2001    | ATP Indian Wells            | Hardcourt     | Jevgeni Kafelnikov    | Jonas Björkman Todd Woodbridge  | 6-2, 7-5            | Details |
| 10.                                       | 13 mei 2001      | ATP Rome                    | Gravel        | Jevgeni Kafelnikov    | Daniel Nestor Sandon Stolle     | 6-4, 7-6(6)         | Details |
| 11.                                       | 16 maart 2003    | ATP Indian Wells            | Hardcourt     | Jevgeni Kafelnikov    | Bob Bryan Mike Bryan            | 3-6, 7-5, 6-4       | Details |
| Verloren finales heren dubbel             |                  |                             |               |                       |                                 |                     |         |
| 1.                                        | 5 april 1992     | ATP Johannesburg            | Hardcourt     | Piet Norval           | Pieter Aldrich Danie Visser     | 4-6, 4-6            | Details |
| 2.                                        | 17 mei 1992      | ATP Rome                    | Gravel        | Mark Kratzmann        | Jakob Hiasek Marc Rosset        | 4-6, 6-3, 1-6       | Details |
| 3.                                        | 2 augustus 1992  | Olympische Spelen Barcelona | Gravel        | Piet Norval           | Boris Becker Michael Stich      | 6-7, 6-4, 6-7, 3-6  | Details |
| 4.                                        | 16 mei 1993      | ATP Rome                    | Gravel        | Mark Kratzmann        | Jacco Eltingh Paul Haarhuis     | 4-6, 6-7            | Details |
| 5.                                        | 14 november 1993 | ATP Antwerpen               | Tapijt (i)    | Javier Sánchez        | Grant Connell Patrick Galbraith | 3-6, 6-7            | Details |
| 6.                                        | 15 mei 1994      | ATP Rome                    | Gravel        | Javier Sánchez        | Jevgeni Kafelnikov David Rikl   | 1-6, 5-7            | Details |
| 7.                                        | 14 augustus 1994 | ATP Cincinnati              | Hardcourt     | Mark Kratzmann        | Alex O'Brien Sandon Stolle      | 7-6, 3-6, 2-6       | Details |
| 8.                                        | 22 oktober 1995  | ATP Lyon                    | Tapijt (i)    | John-Laffnie de Jager | Jakob Hiasek Jevgeni Kafelnikov | 3-6, 3-6            | Details |
| 9.                                        | 26 juli 1998     | ATP Washington              | Hardcourt     | Patrick Galbraith     | Grant Stafford Kevin Ullyett    | 2-6, 4-6            | Details |
| 10.                                       | 28 februari 1999 | ATP Londen                  | Tapijt (i)    | Byron Black           | Tim Henman Greg Rusedski        | 3-6, 6-7(6)         | Details |
| 11.                                       | 8 augustus 1999  | ATP Montreal/Toronto        | Hardcourt     | Byron Black           | Jonas Björkman Patrick Rafter   | 6-7(5), 4-6         | Details |
| 12.                                       | 24 oktober 1999  | ATP Lyon                    | Tapijt (i)    | Sandon Stolle         | Piet Norval Kevin Ulyett        | 6-4, 6-7(5), 6-7(4) | Details |
| 13.                                       | 15 mei 2000      | ATP Rome                    | Gravel        | Jevgeni Kafelnikov    | Martin Damm Dominik Hrbatý      | 4-6, 6-4, 3-6       | Details |
| Gewonnen finales heren dubbel challengers |                  |                             |               |                       |                                 |                     |         |
| 1.                                        | 22 april 1990    | Durban                      | Hardcourt (i) | Piet Norval           | Stefan Kruger Greg Van Emburgh  | 6-0, 2-6, 6-3       |         |

## Prestatietabel
| Legenda | Legenda                          |
| ------- | -------------------------------- |
| g.t.    | geen toernooi gehouden           |
| l.c.    | lagere categorie                 |
| –       | niet deelgenomen                 |
| G       | uitgeschakeld in de groepsfase   |
| 1R      | uitgeschakeld in de eerste ronde |
| 2R      | uitgeschakeld in de tweede ronde |
| 3R      | uitgeschakeld in de derde ronde  |
| 4R      | uitgeschakeld in de vierde ronde |
| KF      | uitgeschakeld in de kwartfinale  |
| HF      | uitgeschakeld in de halve finale |
| F       | de finale verloren               |
| W       | het toernooi gewonnen            |
| w-v     | winst/verlies-balans             |

### Prestatietabel enkelspel
| Toernooi              | 1990   | 1991   | 1992  | 1993   | 1994   | 1995   | 1996  | 1997   | 1998   | 1999   | 2000  | 2001   | 2002   | 2003   | 2004  | Carrière w-v |
| --------------------- | ------ | ------ | ----- | ------ | ------ | ------ | ----- | ------ | ------ | ------ | ----- | ------ | ------ | ------ | ----- | ------------ |
| Grandslamtoernooien   |        |        |       |        |        |        |       |        |        |        |       |        |        |        |       |              |
| Australian Open       | –      | 4R     | HF    | 4R     | 4R     | 2R     | 2R    | 4R     | 2R     | 4R     | 4R    | 3R     | KF     | HF     | 3R    | 39-14        |
| Roland Garros         | –      | 2R     | 3R    | 2R     | 1R     | 3R     | 4R    | 3R     | 3R     | 2R     | 3R    | 1R     | 1R     | 3R     | 1R    | 18-13        |
| Wimbledon             | 2R     | 2R     | 4R    | 4R     | KF     | 4R     | 3R    | 3R     | 4R     | 1R     | 4R    | 1R     | 3R     | 1R     | 3R    | 29-15        |
| US Open               | –      | 2R     | KF    | 4R     | 3R     | 1R     | 1R    | 4R     | 1R     | 1R     | 2R    | 1R     | 4R     | 2R     | 1R    | 18-14        |
| Winst-verlies         | 1-1    | 6-4    | 14-4  | 10-4   | 9-4    | 6-4    | 6-4   | 10-4   | 6-4    | 4-4    | 9-4   | 2-4    | 9-4    | 8-4    | 4-4   | 104-57       |
| Tennis Masters Cup    |        |        |       |        |        |        |       |        |        |        |       |        |        |        |       |              |
| ATP World Tour Finals | –      | –      | –     | –      | –      | RR     | –     | –      | –      | –      | –     | –      | –      | –      | –     | 2-1          |
| ATP Masters 1000      |        |        |       |        |        |        |       |        |        |        |       |        |        |        |       |              |
| Indian Wells          | –      | 3R     | 2R    | F      | 2R     | KF     | KF    | 2R     | 2R     | 1R     | 2R    | 1R     | 1R     | 1R     | 2R    | 17-14        |
| Miami                 | –      | 4R     | 2R    | 2R     | 3R     | KF     | 2R    | 3R     | 4R     | 2R     | KF    | 2R     | 1R     | 3R     | 2R    | 16-14        |
| Monte Carlo           | –      | –      | 3R    | –      | 2R     | –      | –     | 2R     | 2R     | –      | 2R    | 1R     | –      | 2R     | –     | 6-7          |
| Stuttgart/Madrid      | –      | –      | 2R    | 2R     | 3R     | 2R     | 2R    | –      | 2R     | 2R     | W     | KF     | –      | 2R     | –     | 18-9         |
| Rome                  | –      | 3R     | 2R    | 1R     | 3R     | HF     | HF    | 1R     | 2R     | 2R     | 1R    | KF     | 3R     | 2R     | –     | 21-13        |
| Montréal/Toronto      | –      | –      | –     | 3R     | HF     | 3R     | W     | 3R     | 1R     | 3R     | HF    | 1R     | 1R     | 1R     | –     | 19-10        |
| Cincinnati            | –      | 3R     | 1R    | 3R     | 3R     | 3R     | KF    | 2R     | 2R     | 2R     | 1R    | 1R     | 3R     | 1R     | –     | 14-13        |
| Hamburg               | –      | 1R     | 2R    | 1R     | –      | KF     | KF    | 3R     | 3R     | 3R     | 3R    | 1R     | 2R     | KF     | –     | 17-12        |
| Parijs                | –      | 2R     | 2R    | 1R     | 2R     | HF     | 3R    | –      | 1R     | 1R     | 3R    | 1R     | –      | 1R     | –     | 5-11         |
| Olympische Spelen     |        |        |       |        |        |        |       |        |        |        |       |        |        |        |       |              |
| Olympische Spelen     | n.v.t. | n.v.t. | 2R    | n.v.t. | n.v.t. | n.v.t. | KF    | n.v.t. | n.v.t. | n.v.t. | 1R    | n.v.t. | n.v.t. | n.v.t. | –     | 4-3          |
| Statistieken          |        |        |       |        |        |        |       |        |        |        |       |        |        |        |       |              |
| Totaal aantal titels  | 0      | 0      | 2     | 0      | 5      | 4      | 2     | 0      | 0      | 0      | 1     | 0      | 0      | 1      | 0     | 15           |
| Totaal winst-verlies  | 2-5    | 26-21  | 49-25 | 44-25  | 69-26  | 58-26  | 49-28 | 29-22  | 33-27  | 29-25  | 43-22 | 18-21  | 24-18  | 25-20  | 14-17 | 512-330      |
| Eindejaarsranking     | 173    | 41     | 12    | 22     | 12     | 9      | 10    | 42     | 26     | 53     | 13    | 62     | 39     | 26     | 128   |              |

### Prestatietabel dubbelspel
| Toernooi              | 1990   | 1991   | 1992  | 1993  | 1994   | 1995   | 1996  | 1997   | 1998   | 1999   | 2000  | 2001   | 2002   | 2003   | 2004 | Carrière w-v |
| --------------------- | ------ | ------ | ----- | ----- | ------ | ------ | ----- | ------ | ------ | ------ | ----- | ------ | ------ | ------ | ---- | ------------ |
| Grandslamtoernooien   |        |        |       |       |        |        |       |        |        |        |       |        |        |        |      |              |
| Australian Open       | –      | 1R     | 2R    | 3R    | 1R     | –      | 3R    | –      | –      | 2R     | 3R    | 3R     | 2R     | –      | 2R   | 12-10        |
| Roland Garros         | –      | –      | 3R    | 2R    | –      | –      | –     | 1R     | –      | 2R     | KF    | 1R     | 2R     | –      | –    | 8-7          |
| Wimbledon             | 3R     | HF     | 1R    | 3R    | HF     | –      | –     | –      | –      | 1R     | 2R    | 3R     | 2R     | –      | –    | 16-9         |
| US Open               | 3R     | 2R     | 3R    | 3R    | HF     | –      | –     | KF     | 1R     | –      | HF    | 2R     | 3R     | –      | –    | 21-10        |
| Winst-verlies         | 4-2    | 5-3    | 5-4   | 7-4   | 8-3    | 0-0    | 2-1   | 3-2    | 0-1    | 2-3    | 10-4  | 5-4    | 5-4    | 0-0    | 1-1  | 57-36        |
| Tennis Masters Cup    |        |        |       |       |        |        |       |        |        |        |       |        |        |        |      |              |
| ATP World Tour Finals | –      | –      | –     | –     | –      | –      | –     | –      | –      | –      | –     | –      | –      | –      | –    | 0-0          |
| ATP Masters 1000      |        |        |       |       |        |        |       |        |        |        |       |        |        |        |      |              |
| Indian Wells          | –      | 1R     | KF    | 2R    | 2R     | 1R     | 2R    | 2R     | 1R     | 2R     | HF    | W      | 1R     | W      | –    | 20-11        |
| Miami                 | –      | W      | HF    | 2R    | 2R     | –      | –     | KF     | KF     | 1R     | 2R    | –      | 1R     | –      | –    | 18-8         |
| Monte Carlo           | –      | –      | KF    | –     | 1R     | –      | –     | –      | 2R     | –      | W     | 1R     | –      | –      | –    | 8-4          |
| Stuttgart/Madrid      | –      | 2R     | 2R    | 1R    | –      | KF     | –     | –      | –      | 2R     | KF    | KF     | –      | –      | –    | 8-7          |
| Rome                  | –      | 1R     | F     | F     | F      | –      | KF    | –      | 1R     | KF     | F     | W      | 2R     | KF     | –    | 28-10        |
| Montréal/Toronto      | –      | –      | –     | 1R    | 1R     | 1R     | –     | –      | –      | F      | 2R    | 1R     | KF     | –      | –    | 7-7          |
| Cincinnati            | –      | KF     | 1R    | 2R    | F      | KF     | –     | 1R     | –      | –      | 2R    | 2R     | 2R     | –      | –    | 12-7         |
| Hamburg               | –      | 1R     | –     | 1R    | –      | W      | 1R    | 2R     | 1R     | 1R     | 2R    | 1R     | HF     | –      | –    | 10-9         |
| Parijs                | –      | 1R     | KF    | –     | –      | –      | –     | –      | –      | KF     | 2R    | –      | –      | –      | –    | 4-4          |
| Olympische Spelen     |        |        |       |       |        |        |       |        |        |        |       |        |        |        |      |              |
| Olympische Spelen     | n.v.t. | n.v.t. | F     | n.v.t | n.v.t. | n.v.t. | KF    | n.v.t. | n.v.t. | n.v.t. | –     | n.v.t. | n.v.t. | n.v.t. | –    | 6-2          |
| Statistieken          |        |        |       |       |        |        |       |        |        |        |       |        |        |        |      |              |
| Totaal aantal titels  | 0      | 2      | 1     | 1     | 0      | 1      | 0     | 0      | 1      | 1      | 2     | 0      | 1      | 0      | 0    | 11           |
| Totaal winst-verlies  | 8-6    | 29-18  | 40-21 | 33-20 | 30-18  | 19-16  | 16-14 | 10-23  | 18-15  | 29-20  | 30-19 | 20-11  | 15-13  | 8-4    | 1-1  | 306-210      |
| Eindejaarsranking     | 87     | 25     | 31    | 35    | 19     | 59     | 100   | 114    | 66     | 31     | 14    | 31     | 56     | 85     | 495  |              |